# انعدام التوتة الخلقي
انعدام التوتة الخلقي هو اضطراب نادر للغاية يتميز بغياب الغدة الزعترية (التوتة) عند الولادة. يعتمد نضج الخلايا التائية وقدرتها على الاختيار على الغدة الصعترية، ويعاني الأطفال حديثي الولادة الذين يولدون بدون الغدة الزعترية من نقص المناعة الشديد. إن النقص الكبير في الخلايا التائية، والالتهابات المتكررة، والقابلية للإصابة بالعدوى الانتهازية، والميل إلى تطوير داء الطعم حيال المضيف (GVHD) أو -في حالة متلازمة دي جورج الكاملة- النمط الظاهري غير النمطي هي خصائص انعدام التوتة الخلقي.

## العلامات والأعراض
ترتبط الأعراض السريرية لاضطراب انعدام التوتة الخلقي ارتباطًا مباشرًا بغياب الغدة الصعترية وعدم قدرتها على إنتاج الخلايا التائية ذات القدرات المناعية اللازمة. زيادة التعرض للعدوى البكتيرية والفيروسية والفطرية تنتج عن نقص المناعة في الخلايا التائية.
هؤلاء المرضى لديهم نسبة عالية بشكل خاص من الالتهاب الرئوي. تم ربط المتفطرة البقرية والفيروس المخلوي التنفسي بحالات إضافية من الالتهابات الرئوية الحادة. تعد هذه المجموعة أيضًا عرضة للإصابة بالتهابات الجهاز الهضمي، مثل تلك التي تسببها فيروسات الروتا، والنوروفيروس، والفيروسات المعوية، والمتفطرة البقرية، والمطثية العسيرة. يمكن أن ينجم الإسهال وسوء الامتصاص والفشل في النمو عن هذه العدوى. على الرغم من أن التهابات الجهاز الهضمي والرئة هي أكثر أنواع العدوى المبلغ عنها بشكل متكرر، لكن مرضى انعدام التوتة الخلقي يمكن أن يصابوا بمجموعة واسعة من أنواع العدوى الأخرى. أبلغ عن حالات عدوى في الرأس والأذنين والأنف والحنجرة، بما في ذلك التهاب السحايا والتهاب الجيوب الأنفية والتهاب الخشاء والقلاع، بالإضافة إلى التهابات المسالك البولية الناجمة عن الكلبسيلة الرئوية والمكورة المعوية والفيروسة الإيكوية.
قد تتوسع الخلايا التائية قليلة النسيلة خارج الغدة النسيلية في حالة انعدام التوتة الخلقي. يمكن لهذه الخلايا أن تتسلل إلى الأعضاء وتؤدي إلى داء الطعم مقابل المضيف، لكنها تمنح مناعة وقائية قليلة أو معدومة. الأفراد الذين لديهم توسع في الخلايا التائية قليلة النسيلة عادةً ما يعانون من طفح جلدي أكزيمائي ويصاحبه اعتلال عقد لمفية. يمكن أن يؤدي تسلل الخلايا التائية إلى اعتلال الأمعاء والتهاب الغشاء الأميني في الجهاز الهضمي.
يعاني مرضى انعدام التوتة الخلقي أيضًا من مظاهر أخرى مرتبطة بالمناعة الذاتية، مثل التهاب الغدة الدرقية المناعي الذاتي، وقصور الغدة الدرقية، وفقر الدم الانحلالي إيجابي كومبس.

## الأسباب
يرتبط المرض الخلقي بعدد من الاضطرابات الوراثية والمتلازمات الخلقية والمتغيرات البيئية. التشوهات الجينية التي تكون إما (1) فريدة من نوعها لتطور الغدة الصعترية أو (2) المرتبطة بتطور منطقة خط الوسط ككل يمكن أن تسبب انعدام التوتة الخلقي.

### عوامل الخطر
يرتبط المرض الخلقي بمسببات بيئية متعددة. يرتبط حجم الغدة الصعترية للجنين المتأثر والتشوهات الخلقية الأخرى مثل خلل الكلى الفقرات فراشية الشكل بالاعتلال الجنيني السكري. لقد تبين أن أطفال الأمهات المصابات بداء السكري يعانون من عدم تنسج الغدة الصعترية. ويرتبط التعرض لحمض الريتينويك أثناء نمو الجنين أيضًا بالأنماط الظاهرية المرتبطة بمتلازمة دي جورج، مثل نقص تنسج الدم وتشوهات النمو الغدة الصعترية مثل عدم التنسج والانتباذ.

### علم الوراثة
الجين الأكثر شهرة المرتبط بتطور الغدة الصعترية هو Forkhead Box N1 FOXN1. بصفته عضوًا في عائلة عامل النسخ المعروفة باسم عائلة جينات صندوق الفوركهيد، يلعب FOXN1 دورًا في نمو وتمايز الخلايا الظهارية الجلدية بالإضافة إلى تطوير وتمايز وصيانة الخلايا الظهارية للغدة الصعترية أثناء الحياة الجنينية وما بعد الولادة.
تتضمن عوامل النسخ المعروفة باسم عائلة الفوركهيد المزدوج، والتي تتحكم في تمايز الأنسجة، الصندوق المزدوج 1 PAX1. أبلغت العديد من الدراسات عن مرضى يعانون من متلازمة الأذن والوجه والرقبة المتنحية من النوع 2 OTFCS2 والطفرات في PAX1. بسبب تغير نمو الغدة الصعترية، يرتبط OTFCS2 بالشكل المتلازمي لمرض SCID.
المتلازمتان الوراثيتان الأكثر شيوعًا المرتبطتان بعيوب نمو الغدة الصعترية هما متلازمة حذف 22q11.2 ومتلازمة CHARGE. يُظهر المرضى الذين يعانون من هذه المتلازمات مجموعة متنوعة من الأعراض لأن الجينات TBX1 وCHD7، المرتبطة بهذه الاضطرابات المحددة، تشارك في تطور منطقة خط الوسط بأكملها. الجينات الإضافية التي قد تشارك في نمو الغدة الصعترية بشكل صحي هي FOXI3 وTBX2.

## العلاج
في أكتوبر 2021، جرت الموافقة على منتج أنسجة الغدة الصعترية Rethymic من قبل إدارة الغذاء والدواء الأمريكية (FDA) كعلاج طبي لعلاج الأطفال الذين يعانون من تثاؤمية خلقية. يستغرق الأمر ستة أشهر أو أكثر لإعادة تكوين الوظيفة المناعية لدى الأطفال المعالجين.